# Abacetus batesi
Abacetus batesi es una especie de escarabajo terrestre de la subfamilia Pterostichinae.  Fue descrito por Andrewes en 1926. 